# Eiken-orvlinder
De eiken-orvlinder (Cymatophorina diluta, ook wel Cymatophorima diluta) is een nachtvlinder die behoort tot de eenstaartjes, de Drepanidae.

## Beschrijving
De vlinder heeft een voorvleugellengte van 15 tot 17 millimeter. De voorvleugel is lichtgrijs, met daarover twee bruine banden met zwarte rand. De achtervleugel is vuilwit met vaag zichtbare bruine banden.

## Waardplant
De waardplant van de eiken-orvlinder is eik. De rups is te vinden van mei tot juli. De soort overwintert als ei aan een takje van de waardplant.

## Voorkomen
De soort komt verspreid over Europa en het noorden van Klein-Azië voor, het precieze areaal is niet bekend. De habitat bestaat uit loofbos waarin de waardplant groeit.

### Voorkomen in Nederland en België
De eiken-orvlinder is in Nederland een zeer zeldzame soort, die vooral in het oosten van het land gezien. In België is de soort zeldzaam, in het zuiden wat algemener dan in het noorden. De vliegtijd is van eind juli tot in oktober in één jaarlijkse generatie.